# 阿納科
阿納科是委內瑞拉的城市，由安索阿特吉州負責管轄，位於該國東北部，始建於1944年，面積727平方公里，海拔高度215米，該地區蘊藏大量天然氣資源，2005年人口106,275。 

## 交通
阿纳科附近有阿纳科机场（英語：Anaco Airport），但已经不提供商业飞行服务了。

## 外部連結
- http://www.anacoweb.net （页面存档备份，存于） Website

9°26′03″N 64°27′34″W / 9.43417°N 64.45944°W